# 张建慧
张建慧（1964年8月—），男，汉族，河南嵩县人，中华人民共和国政治人物。注册城市规划师，在职管理学博士。曾任商丘市市长，河南省自然资源厅厅长，现任中共周口市委书记。

## 生平
1981年2月参加工作。1993年12月加入中国共产党。2009年3月，任郑州市副市长；2011年12月，成为中共郑州市委常委。2012年1月，兼任郑州市委建工委书记。
2014年5月，任郑东新区管委会主任，市委建工委书记。
2016年5月，担任商丘市市长。2018年2月24日，当选为第十三届全国人大代表。
2021年7月，任河南省自然资源厅党组书记、厅长。
2022年1月，任中共周口市委书记。2023年1月，当选为河南省人大常委会副主任。